# Битленхајм
Битленхајм (фр. Bietlenheim) насеље је и општина у источној Француској у региону Алзас, у департману Доња Рајна која припада префектури Стразбур Кампањ.
По подацима из 2011. године у општини је живело 292 становника, а густина насељености је износила 137,09 становника/km². Општина се простире на површини од 2,13 km². Налази се на средњој надморској висини од 140 метара (максималној 168 m, а минималној 133 m).

## Демографија
| 1962. | 1968. | 1975. | 1982. | 1990. | 1999. | 2011. |
| ----- | ----- | ----- | ----- | ----- | ----- | ----- |
| 142   | 155   | 182   | 208   | 260   | 279   | 292   |

График промене броја становника у току последњих година